# Pointe du Hoc
Pointe du Hoc er en klippe i Normandiet i det nordlige Frankrig. Den ligger på Omaha Beach, 6,4 km vest for, hvor hovedlandgangen på Omaha Beach fandt sted, og 30 meter over havet. 
Den var svært bevæbnet med kystartilleri. På D-dag d. 6. juni 1944 under 2. verdenskrig blev stranden/klipperne invaderet af den amerikanske hærs Ranger Assault Group under Operation Overlord for at uskadeliggøre kanonerne, før hovedlandgangen skulle finde sted.